# Контуган (Сакский район)
Контуга́н, Кун-Туга́н (укр. Контуган, крымскотат. Kün Tuvğan, Кунь Тувгъан) — исчезнувшее село в Сакском районе Республики Крым (согласно административно-территориальному делению Украины — Автономной Республики Крым), располагавшееся на севере района, в степной зоне Крыма. Находилось на старом проезжем тракте из Гёзлева в Перекоп (сейчас автодорога Раздольное — Евпатория) примерно в 2 км восточнее современного села Лушино.

## История
Первое документальное упоминание села встречается в Камеральном Описании Крыма… 1784 года, судя по которому, в последний период Крымского ханства Кырк Джолбан входил в Каракуртский кадылык Бахчисарайского каймаканства. После присоединения Крыма к Российской империи (8) 19 апреля 1783 года, (8) 19 февраля 1784 года, именным указом Екатерины II сенату, на территории бывшего Крымского ханства была образована Таврическая область и деревня была приписана к Евпаторийскому уезду. После павловских реформ, с 1796 по 1802 год входила в Акмечетский уезд Новороссийской губернии. По новому административному делению, после создания 8 (20) октября 1802 года Таврической губернии, Контуган был включён в состав Кудайгульской волости Евпаторийского уезда.
По Ведомости о волостях и селениях, в Евпаторийском уезде с показанием числа дворов и душ… от 19 апреля 1806 года в деревне Контуган числилось 6 дворов и 43 крымских татарина. На военно-топографической карте генерал-майора Мухина 1817 года деревня обозначена с 5 дворами. После реформы волостного деления 1829 года Контуган, согласно «Ведомости о казённых волостях Таврической губернии 1829 года» остался в составе Кудайгульской волости. На карте 1836 года в деревне 12 дворов, а на карте 1842 года Контуган обозначен условным знаком «малая деревня», то есть, менее 5 дворов.
В 1860-х годах, после земской реформы Александра II, деревню приписали к Чотайской волости. В «Списке населённых мест Таврической губернии по сведениям 1864 года», составленном по результатам VIII ревизии 1864 года, Контуган — владельческая татарская деревня, с 13 дворами, 67 жителями и мечетью при колодцах По обследованиям профессора А. Н. Козловского 1867 года, вода в колодцах деревни была пресная, а их глубина достигала 30—40 саженей (64—85 м).. На трехверстовой карте Шуберта 1865—1876 года в деревне 14 дворов. В «Памятной книге Таврической губернии 1889 года», по результатам Х ревизии 1887 года, в деревне Контуган числилось 15 дворов и 93 жителя. Согласно «…Памятной книжке Таврической губернии на 1892 год», в деревне Контуган, входившей в Иолчакский участок, было 44 жителя в 6 домохозяйствах.
Земская реформа 1890-х годов в Евпаторийском уезде прошла после 1892 года, в результате её деревню приписали к Кокейской волости. По «…Памятной книжке Таврической губернии на 1900 год» в Контугане числилось 100 жителей в 20 дворах. По Статистическому справочнику Таврической губернии. Ч.II-я. Статистический очерк, выпуск пятый Евпаторийский уезд, 1915 год, в экономии Контуган Кокейской волости Евпаторийского уезда числилось 4 двора с татарским населением в количестве 21 человека приписных жителей и 8 — «посторонних». Согласно списку 1915 года «…русских подданных из австрийских, венгерских или германских выходцев» землевладельцев, опубликованном в газете «Таврические губернские ведомости» в апреле 1915 года, при деревне Контуган значатся крымские немцы Мартенсы, Петр, Вильгельм и Иоган Вильгельмовичи, имевшие 364 десятины, 720 квадратных саженей земли.
Контуган ещё обозначен на километровой карте Генштаба Красной армии 1941 года, но уже в Списке населённых пунктов Крымской АССР по Всесоюзной переписи 17 декабря 1926 года его уже нет и в дальнейшем в доступных источниках не встречается.

### Динамика численности населения
| - 1805 год — 43 чел. - 1864 год — 67 чел. - 1889 год — 93 чел. | - 1892 год — 44 чел. - 1900 год — 100 чел. - 1915 год — 21/8 чел. |